# FDJ-Suez/Saison 2024
Dieser Artikel beschreibt die Mannschaft und die Siege des Radsportteams FDJ-Suez in der Saison 2024.

## Mannschaft
| Teamkader 2024          | Teamkader 2024    | Teamkader 2024 | Teamkader 2024                  |
| Name                    | Geburtsdatum      | Land           | Vorheriges Team                 |
| ----------------------- | ----------------- | -------------- | ------------------------------- |
| Loes Adegeest           | 7. August 1996    | Niederlande    | IBCT (2022)                     |
| Grace Brown             | 7. Juli 1992      | Australien     | Team BikeExchange (2021)        |
| Nina Buysman            | 16. November 1997 | Niederlande    | Human Powered Health (2023)     |
| Marta Cavalli           | 18. März 1998     | Italien        | Valcar-Travel & Service (2020)  |
| Léa Curinier            | 21. April 2001    | Frankreich     | Team dsm-firmenich (2023)       |
| Coralie Demay           | 10. Oktober 1992  | Frankreich     | St Michel-Mavic-Auber 93 (2023) |
| Eugénie Duval           | 3. Mai 1993       | Frankreich     |                                 |
| Vittoria Guazzini       | 26. Dezember 2000 | Italien        | Valcar-Travel & Service (2021)  |
| Amber Kraak             | 29. Juli 1994     | Niederlande    | Team Jumbo-Visma (2023)         |
| Marie Le Net            | 25. Januar 2000   | Frankreich     | Breizh Ladies (2018)            |
| Cecilie Uttrup Ludwig   | 23. August 1995   | Dänemark       | Bigla (2019)                    |
| Lauren Molengraaf       | 5. Oktober 2005   | Niederlande    |                                 |
| Évita Muzic             | 26. Mai 1999      | Frankreich     | VC Morteau Montbenoit (2017)    |
| Gladys Verhulst-Wild    | 2. Januar 1997    | Frankreich     | Le Col-Wahoo (2022)             |
| Alessia Vigilia         | 1. September 1999 | Italien        | Top Girls Fassa Bortolo (2023)  |
| Jade Wiel               | 2. April 2000     | Frankreich     | VC Morteau Montbenoit (2018)    |
|                         |                   |                |                                 |
| Quelle: ProCyclingStats |                   |                |                                 |

## Siege
| Siege    | Siege                                                     | Siege                        | Siege  | Siege                 | Siege |
| Datum    | Rennen                                                    | Staat                        | Klasse | Siegerin              |       |
| -------- | --------------------------------------------------------- | ---------------------------- | ------ | --------------------- | ----- |
| 4. Jan.  | Australische Meisterschaften, Einzelzeitfahren der Frauen | Australien                   | CN     | Grace Brown           |       |
| 13. Jan. | Women's Tour Down Under, 2. Etappe                        | Australien                   | 2.WWT  | Cecilie Uttrup Ludwig |       |
| 11. Feb. | UAE Tour, 4. Etappe                                       | Vereinigte Arabische Emirate | 2.WWT  | Amber Kraak           |       |
| 27. Feb. | Le Samyn des Dames                                        | Belgien                      | 1.1    | Vittoria Guazzini     |       |
| 21. Apr. | Liège–Bastogne–Liège Femmes                               | Belgien                      | 1.WWT  | Grace Brown           |       |
| 22. Mai  | Tour de Bretagne féminin, 1. Etappe                       | Frankreich                   | 2.1    | Grace Brown           |       |
| 24. Mai  | Tour de Bretagne féminin, 3. Etappe                       | Frankreich                   | 2.1    | Grace Brown           |       |
| 24. Mai  | Tour de Bretagne féminin, Gesamtwertung                   | Frankreich                   | 2.1    | Grace Brown           |       |
| 15. Jun. | Tour Féminin International des Pyrénées, Etappe           | Frankreich                   | 2.1    | Vittoria Guazzini     |       |
| 20. Jun. | Italienische Meisterschaften, Einzelzeitfahren der Frauen | Italien                      | CN     | Vittoria Guazzini     |       |

## UCI-Weltranglisten-Platzierungen
| UCI-Ranking | UCI-Ranking           | UCI-Ranking | UCI-Ranking |
| Fahrerin    | Fahrerin              | Land        | Punkte      |
| ----------- | --------------------- | ----------- | ----------- |
| 9.          | Évita Muzic           | Frankreich  | 2132.6 P.   |
| 10.         | Grace Brown           | Australien  | 1948.6 P.   |
| 52.         | Amber Kraak           | Niederlande | 808.6 P.    |
| 63.         | Cecilie Uttrup Ludwig | Dänemark    | 703.7 P.    |
| 77.         | Vittoria Guazzini     | Italien     | 592.9 P.    |
| 132.        | Jade Wiel             | Frankreich  | 315 P.      |
| 157.        | Gladys Verhulst-Wild  | Frankreich  | 263 P.      |
| 168.        | Loes Adegeest         | Niederlande | 241 P.      |
| 178.        | Léa Curinier          | Frankreich  | 221 P.      |
| 197.        | Marie Le Net          | Frankreich  | 208 P.      |
| 261.        | Alessia Vigilia       | Italien     | 147.6 P.    |
| 278.        | Nina Buysman          | Niederlande | 133 P.      |
| 416.        | Marta Cavalli         | Italien     | 82.6 P.     |
| 643.        | Coralie Demay         | Frankreich  | 41.6 P.     |